# رنو موناسیکس
رنو موناسیکس (Renault Monasix) خودرویی است که در سال‌های ۱۹۲۷ تا ۱۹۳۲ توسط رنودر فرانسه تولید شده‌است. طراحی آن خودروهای موتور جلو-محور عقب بوده است.
موتور آن ۱۴۷۶ سی‌سی سیستم جعبه‌دندهٔ آن به صورت دستی است.